# بابلو رودريغيز (كاتب)
بابلو رودريغيز (بالإسبانية: Pablo Rodríguez Medina)‏ (و. 1978  م) هو كاتب إسباني.